# Takovej ten s takovou tou
Takovej ten s takovou tou (2009) je album autorské dvojice Jaroslava Uhlíře se Zdeňkem Svěrákem. Jeho součástí je deset písní a dvě operky, které jsou navíc uvedeny i v jejich karaoke verzi.

## Seznam písniček

### První disk
1. Mravenec jde trávou
2. Hrady a zámky
3. Zapomnětlivá
4. Harmoniko foukací
5. Když je pěkné počasí
6. O 12 měsíčkách (operka)
7. O 12 měsíčkách (karaoke verze)

### Druhý disk
1. Na zahrádce
2. Dredy
3. Zkoušení
4. Divoká Šárka
5. To se jinde nestane
6. Šípková Růženka (operka)
7. Šípková Růženka (karaoke verze)